# Boloňský psík
Boloňský psík (anglicky: Bolognese) pochází z plemene bišonků, má proto charakteristickou bílou, jakoby bavlněnou srst, charakteristickou pro tuto skupinu. Donedávna plemeno bichonů a boloňáčků splývala. Mohou se objevit i plavé odznaky srsti, jsou však pokládány za nežádoucí. Toto plemeno je spíše domácí typ.

## Historie

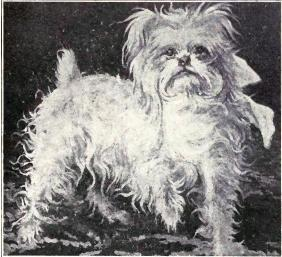
Boloňský psík v roce 1915

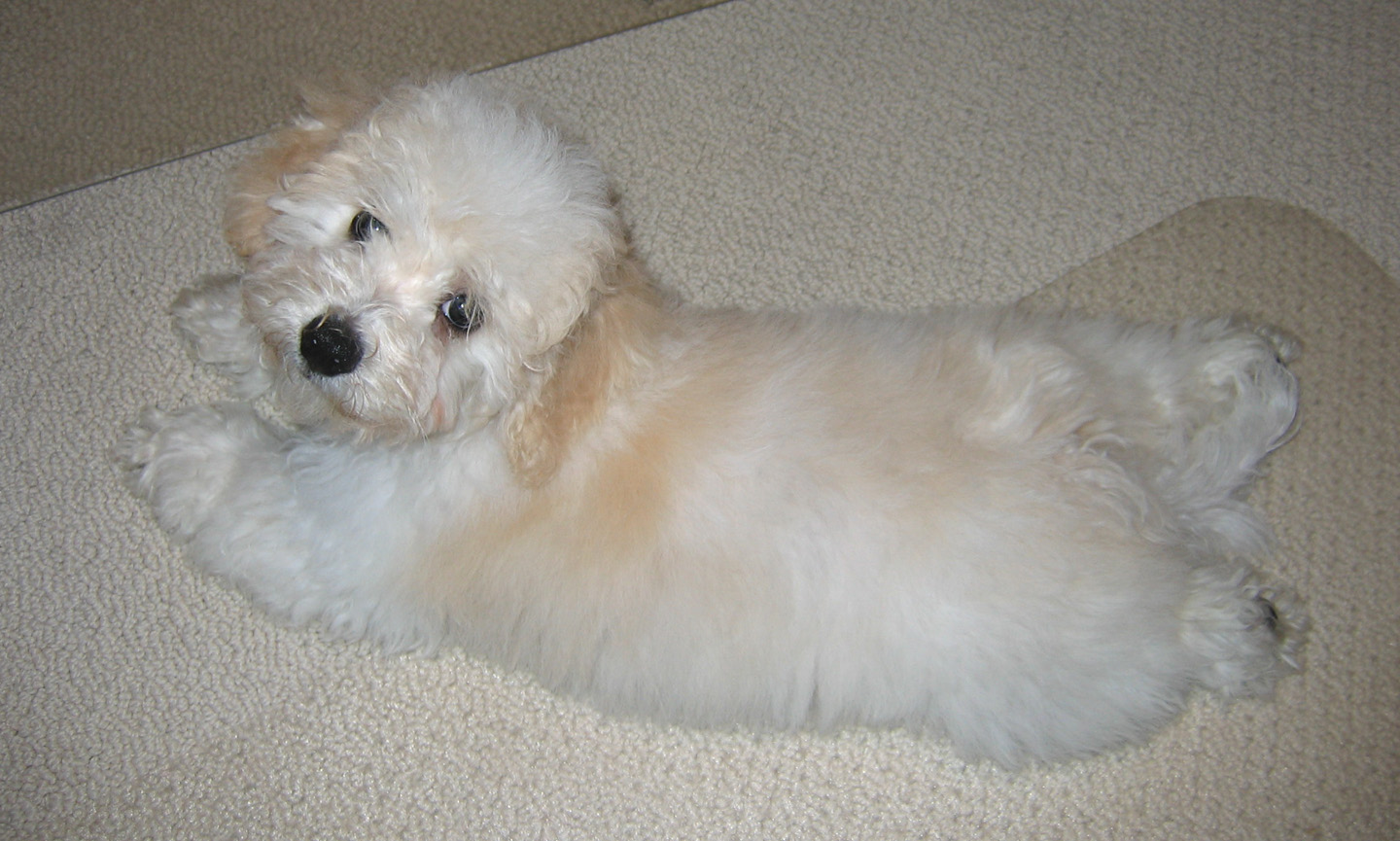
Štěně boloňského psíka

Plemeno se vyvinulo v Itálii z bišonků. Tato plemena v minulosti splývala a často byla označována za jedno plemeno. Mírné rozdíly v exteriéru se u boloňského psíka vyhranily v Itálii, poblíž Boloně a rasa byla Mezinárodní kynologickou federací (FCI) oficiálně uznána v roce 1934. Není jasné, zda toto plemeno vzniklo náhodným křížením (jako například labradoodle) nebo úmyslně, ale cílem byl nejspíše malý společenský a elegantní pes. Boloňští psíci byli známí již v období starověkého Říma. V 11. a 12. století bylo toto plemeno velice oblíbené a v renesanci patřilo mezi nejoblíbenější dary pro šlechty. Tyto pejsky vlastnily např. Marie Terezie, carevna Kateřina II. nebo madame de Pompadour.

## Vzhled
Boloňský psík je malý, robustní a kompaktní. Jeho dominantou je bílá, hedvábná a nadýchaná srst. Je jemné konstrukce a kvadrantické stavby s velmi lehkou kostrou. Hlava je střední délky, stop je velmi výrazný a uši jsou vysoko posazené, dlouhé a nošené svěšené u hlavy, nikoli polovztyčené, což je často se objevující vylučující vada. Krk je středně dlouhý, ne moc osvalený a rovný. Hřbet je rovný a je spíše úzký, i když načechraná srst dodává dojmu, že je široký. Ocas je dlouhý, normálně i v akci je nošen nad linií hřbetu a stočený. Nohy jsou krátké, tlapky oblé. Oči má černé a lesklé.

## Povaha
Boloňský psík byl vždy společenským psem a je velmi úzce poután na lidi. K ostatním lidem je spíše nedůvěřivý, ale svou rodinu miluje. Boloňský psík je schopný naučit se spoustě veselých kousků, pro které je velmi oblíbený hlavně u rodin s dětmi. Je rád ve společnosti své rodiny. Pro svou milou a přátelskou povahu se používá v canisterapii. S ostatními zvířaty i s dětmi vychází velmi dobře a hodí se i pro začínajícího psovoda. Výcvik není nutností.

## Péče
Tento pejsek je nenáročný na péči o srst — nelíná — a srsti se zbavuje vyčesáváním (doporučuje se každodenní, hlavně okolo 6. až 8. měsíce, kdy se štěňatům obměňuje srst), nemusí se stříhat. Boloňáčci mají rádi dlouhé procházky, ale nevyžadují je a jsou schopni se přizpůsobit tempu majitele. Nejlépe jim je v domě, kde mohou být se svým pánem. Nejsou vhodní pro celoroční pobyt venku.